# Haselhorst (metropolitana di Berlino)
La stazione di Haselhorst è una stazione della metropolitana di Berlino, sulla linea U7. Prende il nome dall'omonimo quartiere.
È posta sotto tutela monumentale (Denkmalschutz).

## Storia
La stazione di Haselhorst fu progettata come parte del prolungamento della linea 7 dall'allora capolinea di Rohrdamm a Rathaus Spandau; tale tratta venne aperta all'esercizio il 1º ottobre 1984.
Nel 2017 la stazione, insieme ad altre sei stazioni della stessa linea, venne posta sotto tutela monumentale (Denkmalschutz) quale importante esempio di architettura postmoderna.

## Strutture e impianti
Il progetto architettonico della stazione fu elaborato da Rainer G. Rümmler.